# The Face Australia
The Face là một chương trình truyền hình thực tế của Úc tổ chức một cuộc thi tìm kiếm người mẫu. Bộ truyện được phát hành bởi Fox8 của Foxtel và được sản xuất bởi Shine Australia. Naomi Campbell là nhà sản xuất điều hành, đồng thời là một trong ba người cố vấn siêu mẫu, giống như cô đã làm ở The Face (Mỹ) và The Face (Anh). Được biết, kênh và đội ngũ sản xuất đã mua bản quyền để tạo ra một chương trình truyền hình thực tế chuyển thể của Úc vào ngày 31 tháng 8 năm 2013. Quá trình quay chương trình diễn ra từ ngày 1 tháng 11 đến ngày 4 tháng 12 năm 2013. Nó bắt đầu được phát sóng vào ngày 18 Tháng 3 năm 2014.
Chương trình đã được công chiếu trước 40.000 khán giả cả nước, là chương trình được xem nhiều thứ 18 trên truyền hình đăng ký vào tối hôm đó, nhưng chỉ là chương trình được xem nhiều thứ tư trên FOX8. Các tập còn lại của bộ truyện được đánh giá dưới 50.000 người xem trên toàn quốc,  với phần cuối chỉ thu hút 16.000 người xem (cộng với 25.000 người xem trên FOX8 +2).

## Giám khảo chính
| Huấn luyện viên  | Mùa | Mùa |
| Huấn luyện viên  | 1   |     |
| ---------------- | --- | --- |
| Cheyenne Tozzi   | ✔   |     |
| Naomi Campbell   | ✔   |     |
| Nicole Trunfio   | ✔   |     |
| Dẫn chương trình | Mùa |     |
| Dẫn chương trình | 1   |     |
| Georges Antoni   | ✔   |     |

| Huấn luyện viên | Mùa               |
| Huấn luyện viên | Mùa 1 (2013-2014) |
| Naomi Campbell  | Huấn Luyện viên   |
| Cheyenne Tozzi  | Huấn Luyện viên   |
| Nicole Trunfio  | Huấn Luyện viên   |
| Georges Antoni  | Dẫn chương trình  |
| --------------- | ----------------- |

## Mùa giải
| Mùa | Mùa | Tập | Khởi sóng           | Kết thúc           |
| --- | --- | --- | ------------------- | ------------------ |
|     | 1   | 8   | 2014 tháng 3 năm 18 | 2014 tháng 5 năm 6 |

## Chung cuộc
Màu biểu tượng chó các Huấn Luyện viên 
- Huấn Luyện viên Cheyenne
     Huấn Luyện viên Naomi

| Mùa | Tập | Khởi sóng           | Kết thúc           | Quán quân        | Á quân        | Số thí sinh |
| --- | --- | ------------------- | ------------------ | ---------------- | ------------- | ----------- |
| 1   | 8   | 2014 tháng 3 năm 18 | 2014 tháng 5 năm 6 | Olivia Donaldson | Sarah Tilleke | 12          |
| 1   | 8   | 2014 tháng 3 năm 18 | 2014 tháng 5 năm 6 | Olivia Donaldson | Yaya Deng     | 12          |

- Huấn Luyện viên Nicole bị loại hết thí sinh nên cô không có thí sinh trong chung kết.

## Người tham gia
(*Lưu ý: Tính độ tuổi của các thí sinh khi tham gia)
| Tên thí sinh       | Tuổi | Chiều cao              | Đến từ            | Huấn luyện viên | Bị loại ở tập thứ | Hạng          |
| ------------------ | ---- | ---------------------- | ----------------- | --------------- | ----------------- | ------------- |
| Natalie Roser      | 23   | 1,75 m (5 ft 9 in)     | Sydney            | Cheyenne        | Tập 2             | 12            |
| Susan Yovan        | 23   | 1,80 m (5 ft 11 in)    | Juba, South Sudan | Nicole          | Tập 3             | 11            |
| Shenika Rule       | 24   | 1,74 m (5 ft 8+1⁄2 in) | Perth             | Nicole          | Tập 3             | 10            |
| Melise Williams    | 19   | 1,77 m (5 ft 9+1⁄2 in) | Sydney            | Nicole          | Tập 4             | 9             |
| Anouska Freedman   | 18   | 1,74 m (5 ft 8+1⁄2 in) | Perth             | Nicole          | Tập 5             | 8             |
| Brittaney Johnston | 20   | 1,77 m (5 ft 9+1⁄2 in) | Brisbane          | Naomi           | Tập 6             | 7             |
| Nikolina Kovacevic | 19   | 1,75 m (5 ft 9 in)     | Sydney            | Cheyenne        | Tập 7             | 6             |
| Chantal Monaghan   | 18   | 1,80 m (5 ft 11 in)    | Brisbane          | Naomi           | Tập 8             | 5-4           |
| Ruth Willmer       | 20   | 1,72 m (5 ft 7+1⁄2 in) | Albany            | Naomi           | Tập 8             | 5-4           |
| Yaya Deng          | 19   | 1,77 m (5 ft 9+1⁄2 in) | Sydney            | Cheyenne        | Tập 8             | 3-2           |
| Sarah Tilleke      | 18   | 1,80 m (5 ft 11 in)    | Perth             | Naomi           | Tập 8             | 3-2           |
| Olivia Donaldson   | 19   | 1,76 m (5 ft 9+1⁄2 in) | Perth             | Cheyenne        | Tập 8             | 1 (Quán quân) |

## Bảng các tập
| Chiến thắng thử thách riêng | -   | Sarah     | Sarah        | Ruth      | Yaya      | Yaya      | Olivia    | -    | -         |  |  |  |  |  |  |  |  |  |  |  |  |  |  |  |  |  |  |  |  |  |  |  |  |  |  |  |  |  |  |  |  |  |  |  |
| Olivia                      | Qua | Qua       | Thắng        | Nguy hiểm | Qua       | Thắng     | Qua       | Qua  | Quán quân |  |  |  |  |  |  |  |  |  |  |  |  |  |  |  |  |  |  |  |  |  |  |  |  |  |  |  |  |  |  |  |  |  |  |  |
| Sarah                       | Qua | Thắng     | Qua          | Thắng     | Thắng     | Qua       | Thắng     | Qua  | Á quân    |  |  |  |  |  |  |  |  |  |  |  |  |  |  |  |  |  |  |  |  |  |  |  |  |  |  |  |  |  |  |  |  |  |  |  |
| Yaya                        | Qua | Qua       | Thắng        | Qua       | Nguy hiểm | Thắng     | Nguy hiểm | Qua  | Á quân    |  |  |  |  |  |  |  |  |  |  |  |  |  |  |  |  |  |  |  |  |  |  |  |  |  |  |  |  |  |  |  |  |  |  |  |
| Chantal                     | Qua | Thắng     | Qua          | Thắng     | Thắng     | Nguy hiểm | Thắng     | Loại |           |  |  |  |  |  |  |  |  |  |  |  |  |  |  |  |  |  |  |  |  |  |  |  |  |  |  |  |  |  |  |  |  |  |  |  |
| Ruth                        | Qua | Thắng     | Qua          | Thắng     | Thắng     | Qua       | Thắng     | Loại |           |  |  |  |  |  |  |  |  |  |  |  |  |  |  |  |  |  |  |  |  |  |  |  |  |  |  |  |  |  |  |  |  |  |  |  |
| Nikolina                    | Qua | Qua       | Thắng        | Qua       | Qua       | Thắng     | Loại      |      |           |  |  |  |  |  |  |  |  |  |  |  |  |  |  |  |  |  |  |  |  |  |  |  |  |  |  |  |  |  |  |  |  |  |  |  |
| Brittaney                   | Qua | Thắng     | Nguy hiểm    | Thắng     | Thắng     | Loại      |           |      |           |  |  |  |  |  |  |  |  |  |  |  |  |  |  |  |  |  |  |  |  |  |  |  |  |  |  |  |  |  |  |  |  |  |  |  |
| Anouska                     | Qua | Qua       | Qua          | Qua       | Loại      |           |           |      |           |  |  |  |  |  |  |  |  |  |  |  |  |  |  |  |  |  |  |  |  |  |  |  |  |  |  |  |  |  |  |  |  |  |  |  |
| Melig                       | Qua | Qua       | Qua          | Loại      |           |           |           |      |           |  |  |  |  |  |  |  |  |  |  |  |  |  |  |  |  |  |  |  |  |  |  |  |  |  |  |  |  |  |  |  |  |  |  |  |
| Shenika                     | Qua | Nguy hiểm | Loại         |           |           |           |           |      |           |  |  |  |  |  |  |  |  |  |  |  |  |  |  |  |  |  |  |  |  |  |  |  |  |  |  |  |  |  |  |  |  |  |  |  |
| Susan                       | Qua | Qua       | Loại cá biệt |           |           |           |           |      |           |  |  |  |  |  |  |  |  |  |  |  |  |  |  |  |  |  |  |  |  |  |  |  |  |  |  |  |  |  |  |  |  |  |  |  |
| Natalie                     | Qua | Loại      |              |           |           |           |           |      |           |  |  |  |  |  |  |  |  |  |  |  |  |  |  |  |  |  |  |  |  |  |  |  |  |  |  |  |  |  |  |  |  |  |  |  |

 Đội Cheyenne  

 Đội Naomi  

 Đội Nicole 
     Đội chiến thắng thử thách nhóm.
     Lọt vào top Nguy hiểm.
     Bị loại.
     Bị loại cá biệt.
     Á quân.
    Quán quân The Face.

## Thể lệ
Tất cả các ứng viên tham gia cuộc thi phải là phụ nữ trên 18 tuổi và dưới 30 tuổi kể từ ngày 1 tháng 11 năm 2013. Các ứng viên cũng phải có chiều cao tối thiểu 172 cm. Không yêu cầu kinh nghiệm làm người mẫu trước đây. Những người có kinh nghiệm đã không thể xuất hiện trong một chiến dịch toàn quốc trong 5 năm qua. Hạn chót cho các bài dự thi là ngày 22 tháng 9 năm 2013.